# نمایشگاه ملی کانادا
نمایشگاه ملی کانادا (انگلیسی: Canadian National Exhibition) رویدادی سالانه است که در محل نمایشگاه (تورنتو) در تورنتو، انتاریو، کانادا، در طول ۱۸ روز پایانی منتهی به روز کارگر کانادا، اولین دوشنبه و از جمله روز کارگر کانادا، برگزار می‌شود. در سپتامبر. با حدود ۱٫۵ میلیون بازدید کننده در هر سال، نمایشگاه ملی کانادا بزرگترین نمایشگاه سالانه کانادا بازار مکاره و ششمین نمایشگاه بزرگ در آمریکای شمالی است.